# Fall City (Washington)
Fall City es un lugar designado por el censo ubicado en el condado de King en el estado estadounidense de Washington. En el año 2000 tenía una población de 1.638 habitantes y una densidad poblacional de 484,0 personas por km².

## Geografía
Fall City se encuentra ubicado en las coordenadas 47°33′59″N 121°53′42″O / 47.56639, -121.89500. Fall City está en el centro del condado de King, en la confluencia del río Snoqualmie y el río Raging. Los ríos se desbordan a veces durante el otoño y el invierno. Más típico es un fuerte viento del este, ya que los gradientes de presión transportan aire de mayor presión a través del paso de Snoqualmie y hacia el valle de Snoqualmie.
Según la Oficina del Censo de Estados Unidos, el CDP de Fall City tiene una superficie de 2,9 millas cuadradas (7,4 km²), de las cuales 0,04 millas cuadradas (0,11 km²), o el 1,52 %, son agua.

### Clima
El clima de la zona presenta suaves diferencias entre máximas y mínimas, y hay precipitaciones adecuadas durante todo el año. Según el sistema de clasificación climática de Köppen, Fall City tiene un clima marino de la costa oeste, abreviado "Cfb" en los mapas climáticos.

## Demografía
Según la Oficina del Censo en 2000 los ingresos medios por hogar en la localidad eran de $61.848, y los ingresos medios por familia eran $68.529. Los hombres tenían unos ingresos medios de $42.325 frente a los $32.143 para las mujeres. La renta per cápita para la localidad era de $25.189. Alrededor del 10,1% de la población estaban por debajo del umbral de pobreza.